# Минев, Валентин
Валентин Минев (род. 17 июня 1959) — болгарский самбист и дзюдоист, призёр международных турниров по самбо, чемпион (1982) и серебряный призёр (1984) чемпионатов Европы по самбо, чемпион (1983), серебряный (1982, 1984) бронзовый (1979) призёр чемпионатов мира по самбо. На чемпионате мира по дзюдо 1983 года занял 7-е место. По самбо выступал в лёгкой (до 62 кг) и первой полусредней (до 68 кг) весовых категориях.
Согласно одним источникам, чемпионом Европы 1984 года стал советский самбист Василий Кривоногов. Согласно другим, финальная схватка между спортсменами не выявила победителя и обоим финалистам были вручены серебряные медали.